# I'll Wake You...When Spring Awakes
I'll Wake You...When Spring Awakes è un EP della band tedesca melodic death metal Deadlock. È stato pubblicato nel 2000 da parte della casa produttrice Winter.

## Tracce
1. In Fear of Closing the Eyes - 02.21
2. Fire - 02.19
3. The Circumstance of Recognizing You Are Wrong - 03.13
4. Citocran - 01.10
5. Find Your Own Light - 04.08
6. To Be in Love - 02.28
7. Ancient Sounds of a Lost Valley - 07.04
8. A Song Full of Abhorrence in a World Witohut Feelings... - 03.01
9. A World Without Feelings - 01.04